# 我只是個計程車司機
（直譯：計程車司機），是一部於2017年上映的韓國劇情片，由張薰執導，宋康昊、湯瑪斯·柯瑞奇曼、柳海真和柳俊烈主演。本片取材於西德記者于爾根·辛茲彼得採訪光州民主化運動的故事，講述1980年5月韓國光州民主化運動時，漢城出租車司機金萬燮於機緣巧合下意外接載一名德國記者，前往光州進行採訪工作，在軍隊無情的屠殺下，順利幫助記者歷劫歸來的故事，期間展現了不少人與人之間的溫情。本片代表韓國角逐第90屆奧斯卡金像獎最佳外語片獎，但未获得最终提名。

## 背景
1979年10月朴正熙遇刺案之後，韓國政局紛亂，12月12日將領全斗煥發動雙十二政變奪權，1980年又發動五一七緊急戒嚴，拘捕了金大中和金泳三等社會運動領袖，光州地區民眾仍然繼續示威抗議，於是全斗煥以武力大規模鎮壓。

## 劇情
漢城的出租車司機金萬燮是個單親爸爸，因過著經濟拮据且無暇陪伴愛女的窘迫生活，金顯得有些市儈而利己，一天，金萬燮正打算向他的房東借貸時，聽到一個同行說，一個西德的客人「彼得」（于爾根·辛茲彼得）預定自己的車，願意出資十萬韓元，一日之內來回漢城與光州；金萬燮聽了非常高興，立即趁著同行不注意的時候，去搭載這位彼得好籌得繳納房租的費用。
彼得其實是一名德國廣播電視聯盟（ARD）駐日本的記者，由於全斗煥獨裁政權嚴格的審查，外國記者禁止進入韓國境內；於是彼得以傳教為藉口，假扮一位基督教牧師入境韓國，其原意在白天到光州採訪，並於宵禁前返回漢城，希望向外界報導光州日益嚴竣的社會運動局勢。
在前往光州的路途中，二人發現通往光州的所有道路都被軍隊把守著。金萬燮試圖說服彼得返回漢城，但彼得指出，若計程車沒有開到光州，便拒絕支付十萬韓元。金萬燮只好向軍人訛稱彼得是返回光州取回遺落合約的外商，才得以進入城市，但金萬燮立刻向彼得收了五萬韓元的前金，約定好回到漢城才交付另外五萬元的尾款。
在光州，他們發現所有商店都關門大吉，街道上更空無一人。金萬燮由於長期以來被全斗煥政府製造的假新聞蒙蔽，認為騷亂是由勾結共產黨的赤色分子學生引起的，而彼得開始運用他的攝影機拍下他的觀察結果，此時二人遇到一群乘坐卡車的學運大學生。大學生們得知彼得是記者後向一行人热烈表达欢迎并提供食品，还邀請彼得到卡車上進行採訪，由於大部分韓國學運學生不會講英文，其中一名大學生具在植還擔任彼得的翻譯。金萬燮為免他的出租車在騷亂中受損，於是決定奔回漢城。
金萬燮返回時，接載一名在打算到醫院尋找兒子的老婦人，原來那老婦人的兒子，就是學運大學生之一。金萬燮於是又與彼得等人重逢。彼得此時對金萬燮已經絕望，打算把尾款五萬元也給予金萬燮，跟他一刀兩斷。但其他出租車司機責怪金萬燮拿走五萬元就丟包客戶的自私行為，不讓彼得付尾款，說除非是金萬燮依照原訂計劃完成行程才給。金萬燮被眾人罵得羞愧不已，也把五萬元的前金還給彼得。稍後，金萬燮載著彼得與具在植來到車站廣場採訪示威活動，並首次目擊到軍方的暴力鎮壓行為；但就在約定折返的時間已屆時，老舊的計程車卻出了毛病。此時當地計程車老大黃泰術駕車出現，將壞車拖往自家維修並讓一行人在自家借住一宿。金萬燮表現出了放女兒一個人在家的憂心忡忡，但還是只能與彼得和具一起在黃泰術家中暫住。但眾人不知道的是，外國記者的出現已引起了韓方特務的注意。
當天晚上，光州民眾不滿電視的虛假報導攻擊電視台，金萬燮等一行人遠望電視臺發生火災，卻被便衣特務發現，具在植為了幫彼得撿拾底片而被捕，便衣特務要求具在植供出彼得與金萬燮的下落，由於該特務不諳英語，在請求他讓自己跟彼得和金萬燮說最後一句話後，具在植用英語提醒彼得跟金萬燮逃跑。後來金萬燮得到當地計程車司機黃泰術的幫忙得以先行離開，回到安全的地方。但金萬燮害怕可愛的女兒無人照料，還是決定自行返回漢城，彼得與黃泰術明白金的苦衷，不但沒有攔阻，反而給了他車資、小路的地圖與假的全南車輛號牌，讓他得以順利的逃出封鎖。
金萬燮回程的途中，聽到外地人都相信政府對學生們的「誣告」，認為光州事件是朝鮮共產黨引致的「叛逆學生」造就的暴動，猶如自己當初對「叛逆學生」的偏見一樣，受不了內心的折磨，又回了頭，想繼續努力救出一些被軍隊打傷的平民。金萬燮回到光州後，在醫院找到了黃泰術與彼得。彼得在驚懼中呆坐醫院地上，而黃泰術已在具在植的遺體前哀悼。彼得在金萬燮的鼓勵下繼續拍攝，並勸其返回漢城女兒身邊；然而這一次金萬燮卻堅持陪同彼得。
在一場街頭抗議中，金萬燮一行人眼睜睜看著全斗煥軍開始對民眾進行武力鎮壓，遍地傷亡，許多傷者躺在地上，血流滿地，奄奄一息，但軍隊依然繼續射擊，連過去搶救傷患的平民都不放過。金萬燮加入眾多出租車司機的行列，得以先救下一些傷患，但軍隊依然繼續掃射，造成更多傷亡。
事變愈演愈烈，當地的記者以及黃泰術擔心彼得的安危，告知彼得與金萬燮若不馬上返回漢城，之後再離開光州便不可能，要求彼得即刻回返日本，將全斗煥軍隊在光州的暴行報導出來。金萬燮帶著彼得走小路奔逃，並把攝影器材、底片、還有原本的「漢城車輛號牌」，藏入釋迦佛誕日廟會的紀念品「蓮花燈」。在其中一個檢查哨，金萬燮放在車中的「漢城車輛號牌」被一個懂英語的中士班長發現。然而該班長基於良知，放過了金萬燮與彼得。但不久，電話傳來嚴禁外國人通行的命令，檢查哨的其他士兵即刻前往攔阻，但金萬燮立刻飆車闖哨離去。
便衣特務立刻率領追兵趕來，金萬燮的計程車幾乎被攔阻，但千鈞一髮之際，黃泰術率領眾多計程車司機開車趕來救援，混淆了便衣特務們的視線。最後在其他計程車司機悉數中彈或翻車犧牲下，彼得及金萬燮得以到達漢城機場，彼得先假意預訂了明天早晨的機票，然後突然間向地勤人員改期，搭最晚一班的飛機頭等艙到日本，混淆了情治單位的視聽。彼得買了一些皇家丹麥屋曲奇，並把曲奇倒出一部分，利用鐵盒底層空間把底片收藏起來，感性告別時，彼得問及金萬燮姓名及聯絡電話，希望將來能夠回到韓國，並支付金萬燮的修車費用。但金萬燮看到了車上的四福牌香菸，於是留下了「金四福」的化名，也留下假電話，不願意與彼得聯絡了。
回到漢城後，金萬燮跟愛女重聚，恍如隔世。彼得逃出韓國後，向上級陳報了這些獨家照片，立刻被刊出，血腥照片和新聞消息震驚了全世界，全斗煥的暴行得以彰顯。但彼得想不到，金萬燮給了化名，也給了假電話。
23年後，彼得因為光州事變的報導而獲得韓國的獎項，在得獎感言中，彼得表達了對「金四福」的感激之情，並表達希望有一天能夠再次相見。金萬燮在事變之後也改變了對待乘客的粗魯態度，當日晚間，其從一名中學生乘客遺落在車內的報章中看到彼得演講和其成就的文章，在車上自言，很感謝能夠認識彼得，也很想念他。
電影的結語中指出，彼得一直試圖尋找帶他前往光州的出租車司機，然而彼得早就在2016年去世。電影最後以真實的彼得談話片段作結，彼得對「金四福」表示感謝。

## 演員陣容

### 主要人物
| 演員            | 飾演角色 | 備註                                                                                         |
| 宋康昊          | 金萬燮   | 的士司機，獨自撫養11歲的女兒，並對她愛護有加。機緣巧合之下遇上正希望前往光州的德國記者彼得。 |
| 湯瑪斯·柯瑞奇曼 | 彼得     | 德國籍駐日記者，想在光州實施宵禁之前到達該地，將全斗煥部隊暴行記錄下來並公諸於世。           |
| 柳海真          | 黃泰術   | 光州當地的計程車司機。                                                                                 |
| 柳俊烈          | 具在植   | 光州大學生，參加民主運動並擔任彼得的翻譯。                                                   |

### 周邊人物
| 演員          | 飾演角色   | 備註                 |
| 朴赫權        | 崔記者     | 韓國當地記者。       |
| 崔貴華        |            | 便衣組長。           |
| 嚴泰谷        | 朴中士     | 懂英语的检查站士官。 |
| 車順裴        | 車司機     |                      |
| 申淡秀        | 申司機     |                      |
| 柳成元        | 柳司機     |                      |
| 柳恩美        | 金恩靜     | 金萬燮的女兒。       |
| 李姃垠        |            | 黃泰術妻子。         |
| 高成煥        |            | 順天汽車中心職員。   |
| 許正道        |            | 孕婦丈夫。           |
| 韓根燮        |            | 參與示威的大學生。   |
| 洪萬杓        |            | 參與示威的大學生。   |
| 李薛久        |            | 躺床顧客1號。        |
| 韓成勇        |            | 沙路檢查站軍人2號。  |
| 任赫順        |            | 漢城技師。           |
| 朴敏熙        | 權中校     |                      |
| Joey Albright | David John | BBC記者。            |

### 特別出演
| 演員   | 飾演角色 | 備註               |
| 高昌錫 |          | 尚九的爸爸。       |
| 田慧振 |          | 尚九的媽媽。       |
| 鄭進永 | 李記者   |                    |
| 劉泰浩 |          | 光州新聞社部長。   |
| 鄭石勇 |          | 漢城汽車中心社長。 |

## 票房

### 
首日觀影人次69.8萬人，打破《鳴梁》所創之紀錄（68萬），成為韓影史上最高首映觀影人數之電影。次日中午突破100萬觀影人次，上映第3天突破200萬觀影人次。在上映第5天突破430萬觀影人次，成為韓國史上第三部在上映後五日內達到400萬觀影人次的電影。2017年8月9日，上映第一周，觀影人次突破500萬，隨即打破同年上映的電影《軍艦島》所創之8日內500萬觀影人次之紀錄，成為韓國2017年度觀影人次上升速度最快之電影。在本片上映後的第十一天，觀影人次突破700萬。《我只是個計程車司機》成為2017年上映的韓國電影當中最高觀影人次之電影，更在不足兩周的時間內突破了800萬觀影人次。截至8月15日，總觀影人次突破900萬。8月20日，上映第19天破千萬觀影人次，成為2017年首部，以及韓國影史上第15部能夠突破千萬觀影人次的韓國電影。另外，此片亦為演員宋康昊第三部由其主演之千萬人次韓國電影。8月28日，本片總觀影人次突破1140萬，超越2013年上映，同由宋康昊主演的千萬票房電影《辯護人》，成功躋身韓國史上首十位最賣座電影之列。9月9日中午，本片的累積觀影人次突破1200萬。最終觀影人次為12,186,327人次。

### 臺灣
首週三天票房為新台幣850萬元；次週票房累計至新台幣2200萬元；最終全台票房為新台幣3939萬元。

### 香港
《逆權司機》在港上映後受到好評，上映98日後票房達10,258,818港元，成為香港史上第四部票房突破一千萬港元的韓國電影。

## 評價及反應
为了配合影片上映以及纪念2016年去世的本片主角原型德國記者于爾根·辛茲彼得，光州市政府與「5·18」基金會於光州市政厅安排了一场关于该片及光州事件的特別展覽。
2017年8月8日，德國記者辛茲彼得的遺孀埃德托·布拉姆施泰特（Edeltraut Brahmstaedt），來到首爾並計畫觀賞這部以其丈夫真實故事為藍本的電影作品。
2017年8月13日，韓國總統文在寅與布拉姆施泰特及其親友一同在首爾特別市龍山區一間電影院觀賞了此部電影，此次亦是文在寅就任韓國總統以來首次參加的文化活動。青瓦台官方表示：「這部電影充分展示外國記者們對韓國民主發展的貢獻，文總統亦對彼得為該國所作出的貢獻感到敬佩。」
電影播放完畢後，文在寅亦對此作出了以下評價：
“當年人民起義的真相，至今仍未完全展露於人前，這個是我們將來必須面對的任務，而我相信這部電影將有助我們去完成這項任務。”
这位搭载德国记者的司機，其真实身份一直不为人知，但在影片上映后，一位名叫金承必的男子在Twitter上表示，影片中司机的原型其实是自己的父亲金士福，並提供了金士福与德国记者尤尔根的合影作为证明。他指出父亲并非电影中的一般計程車司機，而是飯店包車服務的專門司機，因精通英語及日語而经常服務外国遊客。但金砂福事後受軍隊屠殺平民的血腥畫面所刺激而患上嚴重創傷後壓力症候群，並因此重度酗酒，最後於事發四年後的1984年12月因末期肝癌病逝，终年54岁。
不少香港观众表示，在观看该片过程中为片中民众的牺牲而感动落泪，并不由得联想到香港的情况。畢明在香港《苹果日报》上的评论写道：“那不是韓國的故事，是人類的故事。……影片令人有認清和學習這一段歷史的衝動和反省，一種辨清是非的血氣翻湧，必須看清暴政和民主運動曾經如何發生和犧牲。”香港《苹果日报》也发表社论，将该片涉及之历史与雨伞运动相比较。
虽然该片并未在中国大陆公映，但在网络上引发了中国大陆网友热烈的关注与讨论。在中国大陆主要影评网站豆瓣上，该片好评如潮。《出租车司机》的豆瓣词条从8月建立开始，陆续有3万多网友打出了9.1分的高分。不少网友赞扬韩国正视历史的勇气。中华人民共和国在1989年也曾发生过类似于光州事件的民主运动，以及政府出动军队屠杀的事件——六四事件，但该事件在中国内地仍然被禁止提及。部分中国大陸网友观影后在豆瓣上发表的评论中提及六四事件，但大部分均被删除。北京时间10月3日晚上9点10分左右，《出租车司机》词条在豆瓣上遭删除。大陸另一家影评网站时光网上本片的条目也在稍后被移除。
数千豆瓣网友在词条、评论被删后，去另一无关的中国产九分钟短片《午夜出租车》中打高分、并“借地”留下“杀了公鸡、天也会亮”“我已经看过大海了，我不能假装没有见过”“本来只打四星，评论没了，现在果断五星”之类的评论，称是“大型行为艺术”，将此短片从原来的低星评价顶成2017年10月9日时的9.5分高分。

## 獎項
| 年份   | 頒發禮                          | 奖项                     | 入圍者         | 結果 | 備註                 |
| 2017年 | 第26屆釜日電影獎                | 最佳電影                 | 最佳電影       | 獲獎 | [ 56 ]               |
| 2017年 | 第26屆釜日電影獎                | 最佳男主角               | 宋康昊         | 獲獎 | [ 56 ]               |
| 2017年 | 第26屆釜日電影獎                | 最佳攝影                 | 高樂善         | 提名 | [ 56 ]               |
| 2017年 | 第26屆釜日電影獎                | 最佳配樂                 | 喬永旭         | 提名 | [ 56 ]               |
| 2017年 | 第26屆釜日電影獎                | 美術獎                   | 曹和成、鄭藝珍 | 提名 | [ 56 ]               |
| 2017年 | 第26屆釜日電影獎                | 讀者評審團獎             | 讀者評審團獎   | 獲獎 | [ 56 ]               |
| 2017年 | 加拿大奇幻國際電影節            | 最佳男演員               | 宋康昊         | 獲獎 | [ 57 ] [ 58 ]        |
| 2017年 | 第54屆大鐘獎                    | 最佳電影                 | 最佳電影       | 獲獎 | [ 59 ]               |
| 2017年 | 第54屆大鐘獎                    | 最佳導演                 | 張勳           | 提名 | [ 59 ]               |
| 2017年 | 第54屆大鐘獎                    | 最佳男主角               | 宋康昊         | 提名 | [ 59 ]               |
| 2017年 | 第54屆大鐘獎                    | 最佳劇本                 | 嚴宥娜         | 提名 | [ 59 ]               |
| 2017年 | 第54屆大鐘獎                    | 最佳音樂獎               | 喬永旭         | 提名 | [ 59 ]               |
| 2017年 | 第54屆大鐘獎                    | 美術獎                   | 曹和成、鄭藝珍 | 提名 | [ 59 ]               |
| 2017年 | 第54屆大鐘獎                    | 最佳服裝設計             | 曹相慶         | 提名 | [ 59 ]               |
| 2017年 | 第54屆大鐘獎                    | 攝影獎                   | 高樂善         | 提名 | [ 59 ]               |
| 2017年 | 第54屆大鐘獎                    | 編輯獎                   | 金尚範、金載範 | 提名 | [ 59 ]               |
| 2017年 | 第54屆大鐘獎                    | 技術獎                   | 技術獎         | 提名 | [ 59 ]               |
| 2017年 | 第54屆大鐘獎                    | 企劃獎                   | 企劃獎         | 獲獎 | [ 59 ]               |
| 2017年 | 第37屆韓國電影評論家協會獎      | 十大最佳電影             | 十大最佳電影   | 獲獎 | [ 60 ]               |
| 2017年 | 第37屆韓國電影評論家協會獎      | 最佳男配角               | 柳海真         | 獲獎 | [ 60 ]               |
| 2017年 | 第1屆THE SEOUL AWARDS－電影部門 | 最佳電影                 | 最佳電影       | 提名 | [ 61 ]               |
| 2017年 | 第1屆THE SEOUL AWARDS－電影部門 | 最佳男主角               | 宋康昊         | 獲獎 | [ 61 ]               |
| 2017年 | 第3屆亞洲國際電影節             | 特別評審獎               | 宋康昊         | 獲獎 | [ 62 ] [ 63 ] [ 64 ] |
| 2017年 | 第3屆亞洲國際電影節             | 美術獎                   | 美術獎         | 獲獎 | [ 62 ] [ 63 ] [ 64 ] |
| 2017年 | 第3屆亞洲國際電影節             | 人道主義獎               | 人道主義獎     | 獲獎 | [ 62 ] [ 63 ] [ 64 ] |
| 2017年 | 第38屆青龍電影獎                | 最佳電影                 | 最佳電影       | 獲獎 | [ 65 ]               |
| 2017年 | 第38屆青龍電影獎                | 最佳導演                 | 張勳           | 提名 | [ 65 ]               |
| 2017年 | 第38屆青龍電影獎                | 最佳男主角               | 宋康昊         | 獲獎 | [ 65 ]               |
| 2017年 | 第38屆青龍電影獎                | 最佳男配角               | 柳海真         | 提名 | [ 65 ]               |
| 2017年 | 第38屆青龍電影獎                | 最佳男子新人獎           | 柳俊烈         | 提名 | [ 65 ]               |
| 2017年 | 第38屆青龍電影獎                | 劇本獎                   | 劇本獎         | 提名 | [ 65 ]               |
| 2017年 | 第38屆青龍電影獎                | 美術獎                   | 美術獎         | 提名 | [ 65 ]               |
| 2017年 | 第38屆青龍電影獎                | 音樂獎                   | 音樂獎         | 獲獎 | [ 65 ]               |
| 2017年 | 第38屆青龍電影獎                | 最高觀影次數獎           | 最高觀影次數獎 | 獲獎 |                      |
| 2017年 | 韓國文化演藝大獎 電影部門       | 作品獎                   | 作品獎         | 獲獎 |                      |
| 2017年 | 韓國文化演藝大獎 電影部門       | 導演獎                   | 張勳           | 獲獎 |                      |
| 2017年 | 第17屆韓國青少年電影節          | 導演獎                   | 張勳           | 獲獎 |                      |
| 2017年 | 第17屆韓國青少年電影節          | 中年演員人氣獎           | 宋康昊         | 獲獎 |                      |
| 2017年 | 第17屆導演剪輯獎                | 特別提及獎               | 特別提及獎     | 獲獎 |                      |
| 2017年 | 第17屆導演剪輯獎                | 年度男子新人演技獎       | 崔貴華         | 獲獎 |                      |
| 2017年 | 第4屆韓國電影製作人協會獎       | 最佳男主角               | 宋康昊         | 獲獎 |                      |
| 2017年 | 第18屆年度女性電影人獎          | 製作人獎                 | 朴恩京         | 獲獎 | The Lamp代表         |
| 2018年 | 第12屆亞洲電影大獎              | 最佳男配角               | 柳海真         | 提名 | [ 66 ]               |
| 2018年 | 第12屆亞洲電影大獎              | 最佳原創音樂             | 喬永旭         | 提名 | [ 66 ]               |
| 2018年 | 第54屆百想藝術大賞              | 電影部門作品獎           | 電影部門作品獎 | 提名 |                      |
| 2018年 | 第54屆百想藝術大賞              | 電影部門導演獎           | 張勳           | 提名 |                      |
| 2018年 | 第54屆百想藝術大賞              | 電影部門男子最優秀演技獎 | 宋康昊         | 提名 |                      |
| 2018年 | 第54屆百想藝術大賞              | 電影部門劇本獎           | 嚴宥娜         | 提名 |                      |
| 2018年 | 第54屆百想藝術大賞              | 人氣獎                   | 柳俊烈         | 提名 |                      |
| 2018年 | 第54屆百想藝術大賞              | 人氣獎                   | 宋康昊         | 提名 |                      |

## 外部連結
- 互联网电影数据库（IMDb）上《我只是個計程車司機》的资料（英文）
- 韩国电影数据库（KMDb）上《我只是個計程車司機》的資料
- HamiVideo電影上《我只是個計程車司機 （页面存档备份，存于）》的資料
- 《我只是個計程車司機》在HanCinema的页面（英文）
- Daum電影《我只是個計程車司機》的資料 （页面存档备份，存于）
- Naver 電影《我只是個計程車司機》的資料 （页面存档备份，存于）
- movist《我只是個計程車司機》的資料 （页面存档备份，存于）
- Enjoy Movie上《逆權司機 （页面存档备份，存于）》的資料